# Jan van Foreest (1367-1413)
Jan van Foreest (genoemd 1367 – Haarlem, 1413), ambachtsheer van de Rijnlandse ambachtsheerlijkheid Middelburg, was schepen en raad in de vroedschap van Haarlem, schout van Oudewater en (hoog)heemraad van Rijnland.
Jan van Foreest werd geboren als zoon van Herpert van Foreest (genoemd 1334 - overleden 1367). De naam van zijn moeder is onbekend. In 1367 volgde hij zijn vader op in diens Rijnlandse heerlijkheid. Hij trouwde rond 1370 met Ida Cuser, dochter van Coenraad Cuser en Clemeyns Gerrit Boelendochter, vrouwe van Sloten. Zij krijgen een dochter en drie zoons. De oudste zoon Herpert zou zijn vader opvolgen als ambachtsheer in het Rijnland, maar kinderloos overlijden. De jongste zoon Adriaan zou het kasteel Ter Wijc bij Beverwijk erven van zijn grootvader Coenraad Cuser.